# Антінган
Антінга́н (рос. Антинган, башк. Атингән) — село у складі Хайбуллінського району Башкортостану, Росія. Адміністративний центр Антінганської сільської ради.
Населення — 536 осіб (2010; 612 в 2002).
Національний склад:
- башкири — 70%